# Eladio Reyes
Máximo Eladio Reyes Caraza (Chincha Alta, 8 de enero de 1948) es un exfutbolista peruano. Destacó por su paso en el Juan Aurich, de Chiclayo, donde es ídolo.

## Carrera
Las nuevas generaciones quizá lo conozcan solo de oídas, por esa propaganda cervecera en la que alguien le exigía al mozo que el siguiente par estuviera «bien Eladio Reyes». Pero Máximo Eladio Reyes Caraza, nacido en Chincha el 8 de enero de 1948, fue uno de los delanteros que más brillaron en su época y a los que el tiempo no ha reconocido como se debió. 
Desde pequeño siempre anheló ser uno de los tantos «bombones» chinchanos que brillaron en Alianza Lima. Ingresó a las filas de los íntimos muy temprano, cuando contaba tan solo con diecisiete años de edad, y se acomodó en la delantera. Pero fue con la camiseta de Juan Aurich con la que alcanzó nombradía y fama. Por ello, en la previa de encuentros decisivos como los dos que ambos equipos afrontaran en la Copa Libertadores, vale la pena evocar a un hombre que supo tender un puente entre ambas camisetas.

### Inicios
En el equipo de Alianza Lima, Reyes encontró grandes delanteros como Víctor «Pitín» Zegarra y Pedro Pablo «Perico» León, a quienes la historia les reservaría un lugar de honor en la tienda blanquiazul. Incluso Reyes confesó años después que Perico era en realidad su ídolo, más allá de verse obligado —por las circunstancias— a verlo solo desde el banquillo de suplentes.

### Juan Aurich
Viendo que un lugar en la delantera titular aliancista sería más que difícil, Eladio decidió cambiar de equipo. Fue cedido por Alianza al Club Juan Aurich en 1968, junto a José Luis Charún. El Ciclón, como se apodaba al Juan Aurich, bajo las órdenes del entrenador «Sabino» Bártoli, se preparaba para jugar su segunda temporada en el Descentralizado (en su debut en 1967, había quedado ubicado en noveno lugar). Próspero Merino, Eladio Reyes, Hugo Lobatón, Jorge Luis Charún y Nemesio Mosquera: el contundente ataque del Aurich del «Tano» Bártoli (foto: libro El Auriche sopla como un ciclón, Óscar A. Cortez M.). 
En Chiclayo, Reyes sí tuvo plaza en la delantera: junto a Próspero Merino, Nemesio Mosquera y Jaime Ruiz (el hermano de Pedrito Ruiz) conformó uno de los mejores equipos del norte de Perú, que en aquel debut en Primera logró el subtítulo y la clasificación para la Copa Libertadores de América. La sorpresa producida por aquel Juan Aurich fue mayúscula y la actuación de Reyes, sobresaliente, destacando por su velocidad y remate de cabeza.

## EnCopa Libertadores
Las últimas fechas de aquel torneo se lucharon palmo a palmo. Tanto Sporting Cristal como Alianza Lima superaban en puntos al Juan Aurich a falta de cinco fechas para terminar el campeonato. En el partido clave contra Alianza Lima en Chiclayo, los aurichistas golearon por 4-1, poniéndose más cerca del cupo a Copa Libertadores. Pero en la última fecha, mientras Alianza ganaba en estadio de Matute por 3-1 al Porvenir Miraflores, los chiclayanos solo empataban a duras penas en Ica ante el Club Octavio Espinosa. Sobre el final del partido, a falta de 3 minutos, la Pantera, como ya era apodado Reyes, con un potente cabezazo, puso el 1-2 que no solamente clasificó al Ciclón Aurich para la Libertadores sino que le dio el pase a la final contra Sporting Cristal. No obstante, esa final terminó en triunfo de Cristal por 2-1. Debido al desempeño brillante de Eladio Reyes, el club Alianza Lima pretendió recontratarlo, pero —cuentan las leyendas urbanas— los hinchas chiclayanos no permitieron que se fuera del club Aurich e hicieron una colecta en toda la ciudad para pagarle la ficha, con lo que lograron mejorar la oferta realizada por Alianza.
Eladio Reyes no desaprovechó, entonces, la oportunidad de mostrar su talento a nivel internacional. En Copa Libertadores anotó ante la Universidad Católica de Chile pese a que el Aurich fue vencido en Lima por 2-4, y cinco días después anotó ante Sporting Cristal. El torneo continental fue para los chiclayanos tan sorprendente como el Descentralizado: el grupo jugado entre peruanos y chilenos culminó en empate a seis puntos y se requirió un desempate para descubrir al clasificado. Aurich se las vio con el también debutante Santiago Wanderers, equipo que lo goleó en Santiago 4-1 y le ganó en Lima 0-1, con lo que puso fin a la primera aventura chiclayana en Sudamérica.
Sus grandes cualidades causaron que fuese llamado a vestir la blanquirroja de la selección peruana, la cual defendió desde 1969 hasta 1972. Por ironía, uno de los cotejos más recordados de Reyes en la selección no fue con la divisa peruana, sino vistiendo uniforme de Universitario de Deportes frente a la selección uruguaya, antes del Mundial de México 1970, en un partido oficial que sirvió para habilitar a los internacionales peruanos Ramón Mifflin y Nicolás Fuentes (suspendidos entonces por tarjeta roja) y en el cual Reyes anotó dos goles.

## Jaula abierta
En acción con el Veracruz mexicano, al cual llegó en 1975 (recorte: revista Ovación). Quizá el apogeo máximo del delantero chinchano se produjo el 14 de junio de 1970, a los 61 minutos del Brasil-Perú por los cuartos de final del Mundial mexicano. En el Jalisco de Guadalajara, hizo su ingreso para reemplazar a nadie menos que a «Perico» León, su ídolo y quien lo había postergado en Alianza.
La Pantera pasó en 1972 al Defensor Lima, que comenzaba a armar su proyecto para campeón alternando con los famosos argentinos Miguel Tojo, Pedro Alexis González y Miguel Ángel Converti. Tras un año con divisa granate, en 1973 fue transferido a Deportivo Municipal, donde formó tándem en la delantera con el «Cholo» Hugo Sotil. Con Muni llegó a jugar esa famosa gira en la que la Academia disputó el trofeo Joan Gamper frente al Barcelona y el San Lorenzo de Almagro.
Tras esa exposición internacional, en 1974, Reyes por fin vio materializados sus deseos de emigrar. Formó parte del Deportivo Cali, donde compartió vestuarios con un novel Pedro Antonio Zape y el tristemente recordado Vladimir Popovic. Haciendo gala de su instinto goleador, logró anotar diez goles en treinta y tres partidos jugados. Una de sus mejores performances se produjo contra el Deportes Quindío en el Pascual Guerrero: en solo 8 minutos, Eladio anotó dos goles en la goleada de su equipo por 3-0.
El sueño cumplido: Eladio y «Perico» León juntos en acción ante el Alfonso Ugarte. Contiene el golero Reynaldo Párraga (recorte: revista Ovación) Con el conjunto verdolaga logró el campeonato colombiano —único título de su carrera—, aunque no pudo participar al año siguiente de su segunda Copa Libertadores al ser transferido a México. Siendo ya conocido en territorios aztecas, fue llamado para formar parte de los Tiburones del Veracruz, equipo al que llegó juntó con Juan Carlos Oblitas. Sin embargo, su periplo terminó ahí porque en 1976 regresó nuevamente al país.

## Revancha total
Pero el retorno a casa no sería cualquier cosa. Reyes se volvió a poner la franja de Deportivo Municipal, pero ahora en la Academia cumpliría un sueño: se reencontró con Pedro Pablo «Perico» León, su gran ídolo, con quien ahora ya no lucharía un puesto, sino que compartiría dupla de ataque. Con Pedrito Ruiz la tarde de su debut con camiseta de Huaral, frente a Universitario (recorte: revista Ovación). Luego, jugó también por Cienciano y Deportivo Galicia de Venezuela.
Finalmente, en 1978, retornó de tierras venezolanas para enfundarse la camiseta del Unión Huaral. El Julio Lores Colán, en el cual debutó en una jornada con victoria 3-2 ante Universitario, se convertiría en su último paradero, con Pedrito Ruiz como socio acompañante en las asistencias, en una campaña en la cual el cuadro naranjero quedó relegado al decimoprimer lugar del Descentralizado.
Así, la carrera llena de éxitos de Reyes fue, a la vez, su desquite. Una trayectoria que, distante de recordarlo como el suplente de «Perico» León en Alianza y en la selección, lo erige como uno de los más grandes ídolos del Juan Aurich.

## Selección nacional

### Participación en Copas del Mundo
| Competición                    | Sede   | Resultado        | Partidos | Goles |
| ------------------------------ | ------ | ---------------- | -------- | ----- |
| Copa Mundial de Fútbol de 1970 | México | Cuartos de final | 1        | 0     |

## Clubes
| Club                        | País           | Año       | Goles |
| --------------------------- | -------------- | --------- | ----- |
| Alianza Lima                | Perú           | 1964-1968 | 10    |
| Juan Aurich                 | Perú           | 1968-1971 | 47    |
| Defensor Lima               | Perú           | 1972      | 6     |
| Deportivo Municipal         | Perú           | 1973      | 15    |
| Deportivo Cali              | Colombia       | 1974      | 10    |
| Tiburones Rojos de Veracruz | México         | 1975      | 1     |
| Deportivo Municipal         | Perú           | 1976      | 8     |
| Cienciano                   | Perú           | 1977      | 4     |
| Deportivo Galicia           | Venezuela      | 1977      |       |
| Unión Huaral                | Perú           | 1978      | 1     |
| Brookhattan                 | Estados Unidos | 1979      |       |

## Palmarés

### Campeonatos nacionales
| Título                       | Club           | País     | Año  |
| ---------------------------- | -------------- | -------- | ---- |
| Primera división del Perú    | Alianza Lima   | Perú     | 1965 |
| Primera división de Colombia | Deportivo Cali | Colombia | 1974 |